# Melogale personata
Melogale personata är en däggdjursart som beskrevs av I. Geoffroy Saint-Hilaire 1831. Melogale personata ingår i släktet solgrävlingar och familjen mårddjur. IUCN kategoriserar arten globalt som otillräckligt studerad.

## Underarter
Arten delas in i följande underarter:
- M. p. personata
- M. p. laotum
- M. p. nipalensis
- M. p. pierrei
- M. p. tonquinia

## Utseende
Arten når en kroppslängd (huvud och bål) av 33 till 43 cm, en svanslängd av 15 till 23 cm och en vikt mellan 1 och 3 kg. Pälsen har på ovansidan en gråbrun färg medan undersidan är ljusare i samma färg. På ryggens topp förekommer en vit längsgående strimma som ofta går fram till svansroten. Strimman är allmänt längre än hos den nära besläktade arten Melogale moschata. Detta särdrag är inte särskild tydlig. Zoologer jämför istället skallens konstruktion för att skilja mellan dessa två arter. Huvudet kännetecknas av ljusa och mörka mönster som liknar en ansiktsmask. Liksom andra solgrävlingar har Melogale personata korta extremiteter samt breda fötter som är utrustade med kraftiga klor. Tårna är delvis sammanlänkade med hud.

## Utbredning och habitat
Detta mårddjur förekommer i Sydostasien från nordöstra Indien, Bhutan och södra Kina till Vietnam, Kambodja och norra Malackahalvön (Thailand). Arten lever i låglandet och i bergstrakter upp till 2000 meter över havet. Habitatet utgörs främst av skogar, gräsmarker och risodlingar. Sällan besöks andra landskap.

## Ekologi
Individerna vilar på dagen i underjordiska bon som vanligen skapades av ett annat djur. Ibland gräver Melogale personata själv. Den letar på natten efter föda som främst utgörs av ryggradslösa djur som kackerlackor, gräshoppor och daggmaskar. Födan kompletteras med mindre ryggradsdjur, kadaver, ägg och frukter.
Enligt olika iakttagelser lever individerna utanför parningstiden ensam och hanens revir överlappar med reviren för flera honor. Det är inte mycket känt om fortplantningssättet. Honan föder oftast tre ungar kort före regntiden. Ungarna stannar efter födelsen 2 till 3 veckor i boet. Några individer i fångenskap blev tio år gamla.